# Communist Party Historians Group
Die Communist Party Historians Group, eine Gruppierung innerhalb der Kommunistischen Partei Großbritanniens (CPGB) von 1946 bis 1956, bildete eine einflussreiche Gruppe britischer marxistischer Historiker, die zur Geschichte von unten beitrugen. Zu den Mitgliedern zählten führende britische Historiker. In Übereinstimmung mit ihren politischen Positionen führten viele Mitglieder ihre Projekte eher aus Institutionen der Erwachsenenbildung als aus akademischen Institutionen heraus aus. 1952 gründeten einige ihrer Mitglieder die einflussreiche sozialhistorische Zeitschrift Past and Present.

## Bekannte Mitglieder
- Robert Browning
- Maurice Dobb
- Christopher Hill
- Rodney Hilton
- Charles Hobday
- Eric Hobsbawm
- Victor Kiernan
- John Morris
- A. L. Morton
- George Rudé
- Raphael Samuel
- John Saville
- Dorothy Thompson
- E. P. Thompson
- Dona Torr
- Brian Pearce

## Ziele und Methoden
Im Wesentlichen bestimmten zwei Ziele die Arbeit der Communist Party Historians Group:
1. eine populäre revolutionäre Tradition zu rekonstruieren, die zeitgenössische Aktivisten inspirieren könnte, und
2. einen marxistischen ökonomischen Ansatz zu wählen, der mehr Gewicht auf die sozialen Verhältnisse als auf die Geschichte „großer Männer“ legte.

Diesen Dualismus hatte bereits Marx ausgedrückt: „Menschen machen ihre Geschichte selbst, aber nicht unter selbst gewählten Umständen“. 
Das Handeln der unteren Schichten innerhalb der offiziellen Darstellung der britischen Geschichte zur Geltung zu bringen, erforderte Originalität und Beharrlichkeit im Forschungsprozess: Es bedeutete, auf marginale Stimmen in Texten zu achten, in denen die Betreffenden kaum erwähnt oder als passiv dargestellt wurden. Diese Techniken beeinflussten auch feministische Historikerinnen und die Subaltern Studies Group.

## 1956 und später
Nach 1956 verlor die Gruppe viele prominente Mitglieder, als der Aufstand in Ungarn, Chruschtschows Geheimrede und andere Faktoren zu einem allgemeinen Umschwung in den Meinungen vieler Marxisten führten. Viele Teilnehmer der Gruppe wurde zu führenden Mitgliedern der Neuen Linken, insbesondere Samuel, Saville und Thompson.
Andere Mitglieder, darunter Eric Hobsbawm, traten nicht aus und lancierten 1956 die vierteljährlich erscheinende Serie von Monografien Our History. Die CP History Group existierte bis zur Auflösung der CPGB 1991 und konnte selbst dann noch die Zahl ihrer Mitglieder und ihre wissenschaftliche Produktion steigern, als sich die Partei bereits im endgültigen Niedergang befand. 1992 gründete sie sich als Socialist History Society (SHS) neu. Die Mitgliedschaft dort ist nicht von der Mitgliedschaft in einer politischen Partei abhängig.
Die SHS publiziert zweimal jährlich ihre Zeitschrift Socialist History und eine Serie von Monographien unter dem Titel Occasional Papers.